# Ітонтон (Джорджія)
Ітонтон (англ. Eatonton) — місто (англ. city) в США, в окрузі Патнем штату Джорджія. Населення — 6307 осіб (2020).

## Географія
Ітонтон розташований за координатами 33°19′33″ пн. ш. 83°23′20″ зх. д. / 33.32583° пн. ш. 83.38889° зх. д. (33.325821, -83.388862).  За даними Бюро перепису населення США в 2010 році місто мало площу 53,38 км², з яких 53,12 км² — суходіл та 0,27 км² — водойми.

## Демографія
Згідно з переписом 2010 року, у місті мешкало 6480 осіб у 2411 домогосподарстві у складі 1668 родин. Густота населення становила 121 особа/км².  Було 2744 помешкання (51/км²).
Расовий склад населення:
| - 57,3 % — чорних або афроамериканців - 34,7 % — білих - 0,5 % — азіатів - 0,2 % — вихідців з тихоокеанських островів - 0,2 % — корінних американців - 5,7 % — осіб інших рас |

До двох чи більше рас належало 1,4 %. Частка іспаномовних становила 8,1 % від усіх жителів.
За віковим діапазоном населення розподілялося таким чином: 27,0 % — особи молодші 18 років, 59,3 % — особи у віці 18—64 років, 13,7 % — особи у віці 65 років та старші. Медіана віку мешканця становила 36,4 року. На 100 осіб жіночої статі у місті припадало 85,7 чоловіків;  на 100 жінок у віці від 18 років та старших — 81,6 чоловіків також старших 18 років.
Середній дохід на одне домашнє господарство  становив 45 108 доларів США (медіана — 27 321), а середній дохід на одну сім'ю — 55 621 долар (медіана — 42 071). Медіана доходів становила 20 350 доларів для чоловіків та 21 592 долари для жінок. За межею бідності перебувало 29,5 % осіб, у тому числі 40,6 % дітей у віці до 18 років та 19,7 % осіб у віці 65 років та старших.
Цивільне працевлаштоване населення становило 3295 осіб. Основні галузі зайнятості: науковці, спеціалісти, менеджери — 17,9 %, виробництво — 17,1 %, освіта, охорона здоров'я та соціальна допомога — 14,8 %, мистецтво, розваги та відпочинок — 14,5 %.